# Ugo Tognazzi
Ugo Tognazzi (Cremona, 23 de março de 1922 — Roma, 27 de outubro de 1990) foi um ator, diretor e roteirista italiano.

## Biografia
Aos 22 anos ele escreveu e interpretou seu primeiro papel profissional em um teatro de revista. Logo em seguida ele foi trabalhar na televisão no programa "Une, Due, Tre" da RAI e acabou se transformando em um dos primeiros ídolos da tv italiana.
No cinema ele começou, em 1950, fazendo filmes baratos e comédias sem muita repercussão. Foi só a partir da segunda metade da década de 1960 que surgiram boas oportunidades e ele conquistou sucesso também nas telas. Participou de 150 filmes dos quais um dos mais famosos foi "A Gaiola das Loucas", de 1978 no qual contracenou com Michel Serrault, como um casal gay.
Nos anos 1970 se transformou em um dos atores italianos mais importantes e populares em todo o mundo e foi dirigido por diretores como Dino Risi, Ettore Scola, Mario Monicelli, Alberto Lattuada e Pier Paolo Pasolini.
Destacam-se também em sua filmografisa, as comédias "Amici Miei" de 1975, "Quinteto Irreverente" de 1982 e "Venha Tomar um Café Conosco".

## Filmografia
Como ator
- I cadetti di Guascogna, de Mario Mattòli (1950)
- Auguri e figli maschi, de Giorgio Simonelli (1951)
- Una bruna indiavolata, de Carlo Ludovico Bragaglia (1951)
- La paura fa 90, de Giorgio Simonelli (1951)
- L'incantevole nemica, de Claudio Gora (1953)
- Amore in città, de Federico Fellini, Carlo Lizzani, Cesare Zavattini, Dino Risi, Michelangelo Antonioni, Alberto Lattuada, Francesco Maselli (1953)
- Totò nella luna, de Steno (1958)
- Domenica è sempre domenica, de Camillo Mastrocinque (1958)
- Mia nonna poliziotto, de Steno (1958)
- Marinai, donne e guai, de Giorgio Simonelli (1958)
- Psicanalista per signora, de Jean Boyer (1959)
- Le cameriere, de Carlo Ludovico Bragaglia (1959)
- Tipi da spiaggia, de Mario Mattòli (1959)
- La cambiale, de Camillo Mastrocinque (1959)
- I baccanali di Tiberio, de Giorgio Simonelli (1959)
- Assi alla ribalta, de Ferdinando Baldi (1959)
- Guardatele ma non toccatele, de Mario Mattòli (1959)
- Policarpo, de ufficiale di scritturade, de Mario Soldati (1959)
- La pica sul Pacifico, de Roberto Bianchi Montero (1959)
- Non perdiamo la testa, de Mario Mattòli (1959)
- Noi siamo due evasi, de Giorgio Simonelli (1959)
- Fantasmi e ladri, de Giorgio Simonelli (1959)
- Femmine di lusso, de Giorgio Bianchi (1960)
- A noi piace freddo, de Steno (1960)
- Un dollaro di fifa, de Giorgio Simonelli (1960)
- Genitori in blue jeans, de Camillo Mastrocinque (1960)
- Le olimpiadi dei mariti, de Giorgio Bianchi (1960)
- Il mio amico Jekyll, de Marino Girolami (1960)
- Il federale, de Luciano Salce (1961)
- Che gioia vivere!, de René Clément (1961)
- Il mantenuto, de Ugo Tognazzi (1961)
- I magnifici tre, de Giorgio Simonelli (1961)
- Sua Eccellenza si fermò a mangiare, de Mario Mattòli (1961)
- Cinque marines per cento ragazze, de Mario Mattòli (1961)
- Pugni pupe e marinai, de Daniele D'Anza (1961)
- I tromboni di fra' Diavolo, de Giorgio Simonelli (1962)
- Una domenica d'estate, de Giulio Petroni (1962)
- Il giorno più corto, de Sergio Corbucci (1962)
- La voglia matta, de Luciano Salce (1962)
- I motorizzati, de Camillo Mastrocinque (1962)
- La marcia su Roma, de Dino Risi (1962)
- Liolà, de Alessandro Blasetti (1963)
- Ro.Go.Pa.G., de Jean-Luc Godard, Pier Paolo Pasolini, Ugo Gregoretti, Roberto Rossellini (1963)
- I mostri, de Dino Risi (1963)
- I fuorilegge del matrimonio, de Valentino Orsini, Paolo e Vittorio Taviani (1963)
- Le ore dell'amore, de Luciano Salce (1963)
- Le motorizzate, de Marino Girolami (1963)
- L'ape regina, de Marco Ferreri (1963)
- La vita agra, de Carlo Lizzani (1964)
- Alta infedeltà, de Luciano Salce, Mario Monicelli, Franco Rossi, Elio Petri (1964)
- Controsesso, de Renato Castellani, Marco Ferreri, Franco Rossi (1964)
- La donna Scimmia, de Marco Ferreri (1964)
- Il magnifico cornuto, de Antonio Pietrangeli (1964)
- Io la conoscevo bene, de Antonio Pietrangeli (1965)
- Ménage all'italiana, de Franco Indovina (1965)
- I complessi, de Luigi Filippo D'Amico, Dino Risi, Franco Rossi (1965)
- Una moglie americana, de Gian Luigi Polidoro (1965)
- Oggi, domani, dopodomani, de Eduardo De Filippo, Marco Ferreri, Luciano Salce (1965)
- Le piacevoli notti, de Armando Crispino, Luciano Lucignani (1966)
- L'immorale, de Pietro Germi (1966)
- Una questione d'onore, de Luigi Zampa (1966)
- Follie d'estate, de Carlo Infascelli, Edoardo Anton (1966)
- I nostri mariti, de Luigi Filippo D'Amico, Dino Risi, Luigi Zampa (1966)
- Marcia nuziale, de Marco Ferreri (1966)
- Il fischio al naso, de Ugo Tognazzi (1967)
- Il padre di famiglia, de Nanni Loy (1967)
- Barbarella, de Roger Vadim (1967)
- Straziami, ma di baci saziami, de Dino Risi (1968)
- Sissignore, de Ugo Tognazzi (1968)
- Satyricon, de Gian Luigi Polidoro (1969)
- Il commissario Pepe, de Ettore Scola (1969)
- Nell'anno del Signore..., de Luigi Magni (1969)
- Porcile, de Pier Paolo Pasolini (1969)
- La bambolona, de Franco Giraldi (1969)
- Splendori e miserie di Madame Royale, de Vittorio Caprioli (1970)
- Cuori solitari, de Franco Giraldi (1970)
- La califfa, de Alberto Bevilacqua (1970)
- Venga a prendere il caffè... da noi, de Alberto Lattuada (1970)
- In nome del popolo italiano, de Dino Risi (1971)
- La supertestimone, de Franco Giraldi (1971)
- Stanza 17-17, palazzo delle tasse, ufficio imposte, de Michele Lupo (1971)
- L'udienza, de Marco Ferreri (1971)
- Questa specie d'amore, de Alberto Bevilacqua (1972)
- Il generale dorme in piedi, de Francesco Massaro (1972)
- Il maestro e Margherita, de Aleksandar Petrovic (1972)
- Vogliamo i colonnelli, de Mario Monicelli (1973)
- La proprietà non è più un furto, de Elio Petri (1973)
- La grande abbuffata, de Marco Ferreri (1973)
- La mazurka del barone, della santa e del fico fiorone, de Pupi Avati (1974)
- Romanzo popolare, de Mario Monicelli (1974)
- Permettete signora che ami vostra figlia?, de Gian Luigi Polidoro (1974)
- Non toccare la donna bianca, de Marco Ferreri (1974)
- L'anatra all'arancia, de Luciano Salce (1975)
- La smagliatura, de Peter Fleischmann (1975)
- Amici miei, de Mario Monicelli (1975)
- Cattivi pensieri, de Ugo Tognazzi (1976)
- Telefoni bianchi, de Dino Risi (1976)
- Signore e signori, buonanotte, de Luigi Comencini, Ettore Scola, Nanni Loy, Luigi Magni, Mario Monicelli (1976)
- Al piacere di rivederla, de Marco Leto (1976)
- La stanza del vescovo, de Dino Risi (1977)
- I nuovi mostri, de Dino Risi, Ettore Scola, Mario Monicelli (1977)
- Il gatto, de Luigi Comencini (1977)
- Casotto, de Sergio Citti (1977)
- Nené, de Salvatore Samperi (1977)
- Dove vai in vacanza?, de Alberto Sordi, Luciano Salce, Mauro Bolognini (1978)
- La Cage Aux Folles (1978), refilmado em 1996 por Mike Nichols
- La mazzetta, de Sergio Corbucci (1978)
- Il vizietto, de Edouard Molinaro (1978)
- Primo amore, de Dino Risi (1978)
- L'ingorgo - Una storia impossibile, de Luigi Comencini (1979)
- I viaggiatori della sera, de Ugo Tognazzi (1979)
- Break-up, de Marco Ferreri (1979)
- Il vizietto II, de Edouard Molinaro (A Gaiola das Loucas) (1980)
- La terrazza, de Ettore Scola (1980)
- Sono fotogenico, de Dino Risi (1980)
- I seduttori della domenica, de Dino Risi, Edouard Molinaro, Gene Wilder, Bryan Forbes (1980)
- Arrivano i bersaglieri, de Luigi Magni (1980)
- La tragedia di un uomo ridicolo, de Bernardo Bertolucci (1981)
- Amici miei atto II, de Mario Monicelli (1982)
- Scusa se è poco, de Marco Vicario (1982)
- Scherzo del destino in agguato dietro l'angolo come un brigante da strada, de Lina Wertmuller (1983)
- Il petòmane, de Pasquale Festa Campanile (1983)
- Fatto su misura, de Francesco Laudadio (1984)
- Bertoldo, Bertoldino e Cacasenno, de Mario Monicelli (1984)
- Dagobert, de Dino Risi (1984)
- Amici miei atto III, de Nanni Loy (1985)
- Matrimonio con vizietto (Il vizietto 3), de Georges Lautner (1985)
- Ultimo minuto, de Pupi Avati (1987)
- I giorni del commissario Ambrosio, de Sergio Corbucci (1988)
- Tolérance, de Pierre-Henry Salfati (1989)

## Ligações Externas
IMDB: Ugo Tognazzi